# Mörkö (Lemland, Åland)
Mörkö är en ö i Åland (Finland). Den ligger i den södra delen av landskapet, 11 km sydost om huvudstaden Mariehamn. Arean är 0,26 kvadratkilometer.
Terrängen på Mörkö är mycket platt. Öns högsta punkt är 22 meter över havet. Den sträcker sig 0,7 kilometer i nord-sydlig riktning, och 0,6 kilometer i öst-västlig riktning.